# Podział administracyjny województwa wielkopolskiego
Strona ta przedstawia podział administracyjny województwa wielkopolskiego

## Administracja samorządowa
W 2012 r. przeciętne zatrudnienie administracji samorządów gmin i miast na prawach powiatu w woj. wielkopolskim wynosiło 13 598 osób, natomiast samorządów powiatowych 5293 osoby.

## Powiaty
Jednostkami administracyjnymi są gminy (miejskie, miejsko-wiejskie lub wiejskie). Miasta mogą stanowić gminy miejskie lub wchodzić w skład gmin miejsko-wiejskich.
- miasta na prawach powiatu
  - miasta (gminy miejskie): Kalisz, Konin, Leszno i Poznań
- chodzieski ⇒ Chodzież
  - miasta: Budzyń, Chodzież, Margonin i Szamocin
  - gmina miejska: Chodzież
  - gminy miejsko-wiejskie: Budzyń, Margonin i Szamocin
  - gminy wiejskie: Chodzież
- czarnkowsko-trzcianecki ⇒ Czarnków, Trzcianka
  - miasta: Czarnków, Krzyż Wielkopolski, Trzcianka i Wieleń
  - gmina miejska: Czarnków
  - gminy miejsko-wiejskie: Krzyż Wielkopolski, Trzcianka i Wieleń
  - gminy wiejskie: Czarnków, Drawsko, Lubasz i Połajewo
- gnieźnieński ⇒ Gniezno
  - miasta: Czerniejewo, Gniezno, Kłecko, Trzemeszno i Witkowo
  - gmina miejska: Gniezno
  - gminy miejsko-wiejskie: Czerniejewo, Kłecko, Trzemeszno i Witkowo
  - gminy wiejskie: Gniezno, Kiszkowo, Łubowo, Mieleszyn i Niechanowo
- gostyński ⇒ Gostyń
  - miasta: Borek Wielkopolski, Gostyń, Krobia, Pogorzela i Poniec
  - gminy miejsko-wiejskie: Borek Wielkopolski, Gostyń, Krobia, Pogorzela i Poniec
  - gminy wiejskie: Pępowo i Piaski
- grodziski ⇒ Grodzisk Wielkopolski
  - miasta: Grodzisk Wielkopolski, Rakoniewice i Wielichowo
  - gminy miejsko-wiejskie: Grodzisk Wielkopolski, Rakoniewice i Wielichowo
  - gminy wiejskie: Granowo i Kamieniec
- jarociński ⇒ Jarocin
  - miasta: Jaraczewo, Jarocin i Żerków
  - gminy miejsko-wiejskie: Jaraczewo, Jarocin i Żerków
  - gmina wiejska: Kotlin
- kaliski ⇒ Kalisz
  - miasta: Koźminek, Opatówek i Stawiszyn
  - gminy miejsko-wiejskie: Koźminek, Opatówek i Stawiszyn
  - gminy wiejskie: Blizanów, Brzeziny, Ceków-Kolonia, Godziesze Wielkie, Lisków, Mycielin, Szczytniki i Żelazków
- kępiński ⇒ Kępno
  - miasta: Kępno i Rychtal
  - gminy miejsko-wiejskie: Kępno i Rychtal
  - gminy wiejskie: Baranów, Bralin, Łęka Opatowska, Perzów i Trzcinica
- kolski ⇒ Koło
  - miasta: Dąbie, Kłodawa, Koło i Przedecz
  - gmina miejska: Koło
  - gminy miejsko-wiejskie: Dąbie, Kłodawa i Przedecz
  - gminy wiejskie: Babiak, Chodów, Grzegorzew, Koło, Kościelec, Olszówka i Osiek Mały
- koniński ⇒ Konin
  - miasta: Golina, Kleczew, Rychwał, Sompolno i Ślesin
  - gminy miejsko-wiejskie: Golina, Kleczew, Rychwał, Sompolno i Ślesin
  - gminy wiejskie: Grodziec, Kazimierz Biskupi, Kramsk, Krzymów, Rzgów (s. Rzgów I), Skulsk, Stare Miasto, Wierzbinek i Wilczyn
- kościański ⇒ Kościan
  - miasta: Czempiń, Kościan, Krzywiń i Śmigiel
  - gmina miejska: Kościan
  - gminy miejsko-wiejskie: Czempiń, Krzywiń i Śmigiel
  - gmina wiejska: Kościan
- krotoszyński ⇒ Krotoszyn
  - miasta: Kobylin, Koźmin Wielkopolski, Krotoszyn, Sulmierzyce i Zduny
  - gmina miejska: Sulmierzyce
  - gminy miejsko-wiejskie: Kobylin, Koźmin Wielkopolski, Krotoszyn i Zduny
  - gmina wiejska: Rozdrażew
- leszczyński ⇒ Leszno
  - miasta: Osieczna i Rydzyna
  - gminy miejsko-wiejskie: Osieczna i Rydzyna
  - gminy wiejskie: Krzemieniewo, Lipno, Święciechowa, Wijewo i Włoszakowice
- międzychodzki ⇒ Międzychód
  - miasta: Międzychód i Sieraków
  - gminy miejsko-wiejskie: Międzychód i Sieraków
  - gminy wiejskie: Chrzypsko Wielkie i Kwilcz
- nowotomyski ⇒ Nowy Tomyśl
  - miasta: Lwówek, Nowy Tomyśl, Opalenica i Zbąszyń
  - gminy miejsko-wiejskie: Lwówek, Nowy Tomyśl, Opalenica i Zbąszyń
  - gminy wiejskie: Kuślin i Miedzichowo
- obornicki ⇒ Oborniki
  - miasta: Oborniki i Rogoźno
  - gminy miejsko-wiejskie: Oborniki i Rogoźno
  - gmina wiejska: Ryczywół
- ostrowski ⇒ Ostrów Wielkopolski
  - miasta: Nowe Skalmierzyce, Odolanów, Ostrów Wielkopolski i Raszków
  - gmina miejska: Ostrów Wielkopolski
  - gminy miejsko-wiejskie: Nowe Skalmierzyce (s. Skalmierzyce), Odolanów i Raszków
  - gminy wiejskie: Ostrów Wielkopolski, Przygodzice, Sieroszewice i Sośnie
- ostrzeszowski ⇒ Ostrzeszów
  - miasta: Grabów nad Prosną, Mikstat i Ostrzeszów
  - gminy miejsko-wiejskie: Grabów nad Prosną, Mikstat i Ostrzeszów
  - gminy wiejskie: Czajków, Doruchów, Kobyla Góra i Kraszewice
- pilski ⇒ Piła
  - miasta: Kaczory, Łobżenica, Miasteczko Krajeńskie, Piła, Ujście, Wyrzysk i Wysoka
  - gmina miejska: Piła
  - gminy miejsko-wiejskie: Kaczory, Łobżenica, Ujście, Miasteczko Krajeńskie, Wyrzysk i Wysoka
  - gminy wiejskie: Białośliwie i Szydłowo
- pleszewski ⇒ Pleszew
  - miasta: Chocz, Dobrzyca i Pleszew
  - gminy miejsko-wiejskie: Chocz, Dobrzyca i Pleszew
  - gminy wiejskie: Czermin, Gizałki i Gołuchów
- poznański ⇒ Poznań
  - miasta: Buk, Kostrzyn, Kórnik, Luboń, Mosina, Murowana Goślina, Pobiedziska, Puszczykowo, Stęszew i Swarzędz
  - gminy miejskie: Luboń i Puszczykowo
  - gminy miejsko-wiejskie: Buk, Kostrzyn, Kórnik, Mosina, Murowana Goślina, Pobiedziska, Stęszew i Swarzędz
  - gminy wiejskie: Czerwonak, Dopiewo, Kleszczewo, Komorniki, Rokietnica, Suchy Las i Tarnowo Podgórne
- rawicki ⇒ Rawicz
  - miasta: Bojanowo, Jutrosin, Miejska Górka i Rawicz
  - gminy miejsko-wiejskie: Bojanowo, Jutrosin, Miejska Górka i Rawicz
  - gmina wiejska: Pakosław
- słupecki ⇒ Słupca
  - miasta: Słupca i Zagórów
  - gmina miejska: Słupca
  - gmina miejsko-wiejska: Zagórów
  - gminy wiejskie: Lądek, Orchowo, Ostrowite, Powidz, Słupca i Strzałkowo
- szamotulski ⇒ Szamotuły
  - miasta: Obrzycko, Ostroróg, Pniewy, Szamotuły i Wronki
  - gmina miejska: Obrzycko
  - gminy miejsko-wiejskie: Ostroróg, Pniewy, Szamotuły i Wronki
  - gminy wiejskie: Duszniki, Kaźmierz i Obrzycko
- średzki ⇒ Środa Wielkopolska
  - miasta: Środa Wielkopolska i Zaniemyśl
  - gminy miejsko-wiejskie: Środa Wielkopolska i Zaniemyśl
  - gminy wiejskie: Dominowo, Krzykosy i Nowe Miasto nad Wartą
- śremski ⇒ Śrem
  - miasta: Dolsk, Książ Wielkopolski i Śrem
  - gminy miejsko-wiejskie: Dolsk, Książ Wielkopolski i Śrem
  - gmina wiejska: Brodnica
- turecki ⇒ Turek
  - miasta: Dobra, Tuliszków i Turek
  - gmina miejska: Turek
  - gminy miejsko-wiejskie: Dobra i Tuliszków
  - gminy wiejskie: Brudzew, Kawęczyn, Malanów, Przykona, Turek i Władysławów
- wągrowiecki ⇒ Wągrowiec
  - miasta: Gołańcz, Mieścisko, Skoki i Wągrowiec
  - gmina miejska: Wągrowiec
  - gminy miejsko-wiejskie: Gołańcz, Mieścisko i Skoki
  - gminy wiejskie: Damasławek, Wapno i Wągrowiec
- wolsztyński ⇒ Wolsztyn
  - miasto: Wolsztyn
  - gmina miejsko-wiejska: Wolsztyn
  - gminy wiejskie: Przemęt i Siedlec
- wrzesiński ⇒ Września
  - miasta: Miłosław, Nekla, Pyzdry i Września
  - gminy miejsko-wiejskie: Miłosław, Nekla, Pyzdry i Września
  - gmina wiejska: Kołaczkowo
- złotowski ⇒ Złotów
  - miasta: Jastrowie, Krajenka, Okonek i Złotów
  - gmina miejska: Złotów
  - gminy miejsko-wiejskie: Jastrowie, Krajenka i Okonek
  - gminy wiejskie: Lipka, Tarnówka, Zakrzewo i Złotów

## Zmiany od 1 stycznia 1999 r.
- prawa miejskie
  - (1 I 2000): Nekla (pow. wrzesiński)
  - (1 I 2014): Dobrzyca (pow. pleszewski)
  - (1 I 2015): Chocz (pow. pleszewski)
  - (1 I 2016): Jaraczewo (pow. jarociński)
  - (1 I 2017): Opatówek (pow. kaliski)
  - (1 I 2021): Budzyń (pow. chodzieski)
  - (1 I 2021): Koźminek (pow. kaliski)
  - (1 I 2022): Kaczory (pow. pilski)
  - (1 I 2023): Miasteczko Krajeńskie (pow. pilski)
  - (1 I 2024): Mieścisko (pow. wągrowiecki)
  - (1 I 2024): Rychtal (pow. kępiński)
  - (1 I 2025): Zaniemyśl (pow. średzki)
- zmiany granic, legenda (województwa/powiaty/miasta/gminy po lewej zyskały część terytorium, województwa/powiaty/miasta/gminy po prawej straciły część terytorium)
  - granice województw
    - (1 I 2013): lubuskie, pow. zielonogórski (gm. Kargowa) <> pow. wolsztyński (gm. Siedlec)

  - granice powiatów
    - (1 I 2000): pow.gr. Kalisz (m. Kalisz) <> pow. ostrowski (gm. Nowe Skalmierzyce)
    - (1 I 2000): pow. leszczyński (gm. Włoszakowice) <> pow. wolsztyński (gm. Przemęt)
    - (1 I 2002): pow. pilski (gm. Ujście) <> pow. chodzieski (gm. Chodzież)1
    - (1 I 2002): pow. chodzieski (gm. Chodzież) <> pow. pilski (gm. Ujście)1
    - (1 I 2005): pow.gr. Poznań (m. Poznań, delegatura Poznań-Nowe Miasto) <> pow. poznański (gm. Mosina)
    - (1 I 2006): pow. koniński (gm. Kramsk) <> pow. kolski (gm. Kościelec)
    - (1 I 2013): pow. jarociński (gm. Żerków) <> pow. pleszewski (gm. Czermin)1
    - (1 I 2013): pow. pleszewski (gm. Czermin) <> pow. jarociński (gm. Żerków)1
    - (1 I 2014): pow. jarociński (gm. Jarocin) <> pow. średzki (gm. Nowe Miasto nad Wartą)
    - (1 I 2018): pow. koniński (gm. Stare Miasto) <> pow.gr.Konin (m. Konin)
    - (1 I 2019): pow.gr. Konin (m. Konin) <> pow. koniński (gm. Stare Miasto)

  - granice miast i gmin
    - (1 I 2000): (pow. grodziski) m. Grodzisk Wielkopolski <> gm. Grodzisk Wielkopolski
    - (1 I 2001): (pow. leszczyński) gm. Krzemieniewo <> gm. Rydzyna
    - (1 I 2002): (pow. krotoszyński) m. Kobylin <> gm. Kobylin
    - (1 I 2002): (pow. szamotulski) m. Pniewy <> gm. Pniewy
    - (31 VII 2003): (pow. krotoszyński) m. Kobylin <> gm. Kobylin
    - (1 I 2004): (pow. pilski) m. Ujście <> gm. Ujście
    - (1 I 2004): (pow. średzki) gm. Środa Wielkopolska <> gm. Krzykosy
    - (1 I 2007): (pow. kościański) m. Krzywiń <> gm. Krzywiń
    - (1 I 2008): (pow. czarnkowsko-trzcianecki) m. Czarnków <> gm. Czarnków
    - (1 I 2008): (pow. czarnkowsko-trzcianecki) m. Czarnków <> gm. Lubasz
    - (1 I 2009): (pow. czarnkowsko-trzcianecki) gm. Czarnków <> m. Czarnków
    - (1 I 2009): (pow. nowotomyski) m. Zbąszyń <> gm. Zbąszyń
    - (1 I 2011): (pow. szamotulski) m. Szamotuły <> gm. Szamotuły
    - (1 I 2012): (pow. gostyński) m. Gostyń <> gm. Gostyń
    - (1 I 2012): (pow. pleszewski) m. Pleszew <> gm. Pleszew
    - (1 I 2014): (pow. koniński) m. Kleczew <> gm. Kleczew
    - (1 I 2015): (pow. średzki) gm. Krzykosy <> gm. Środa Wielkopolska
    - (1 I 2015): (pow. jarociński) m. Jarocin <> gm. Jarocin
    - (1 I 2015): (pow. poznański) m. Murowana Goślina <> gm. Murowana Goślina1
    - (1 I 2015): (pow. poznański) gm. Murowana Goślina <> m. Murowana Goślina1
    - (1 I 2016): (pow. jarociński) m. Jarocin <> gm. Jarocin
    - (1 I 2017): (pow. czarnkowsko-trzcianecki): m. Czarnków <> gm. Czarnków
    - (1 I 2017): (pow. czarnkowsko-trzcianecki) m. Wieleń <> gm. Wieleń
    - (1 I 2017): (pow. kaliski) m. Opatówek <> gm. Opatówek
    - (1 I 2017): (pow. średzki) m. Środa Wielkopolska <> gm. Środa Wielkopolska
    - (1 I 2018): (pow. jarociński) m. Jarocin <> gm. Jarocin
    - (1 I 2018): (pow. średzki) m. Środa Wielkopolska <> gm. Środa Wielkopolska
    - (1 I 2019): (pow. kościański) m. Kościan <> gm. Kościan
    - (1 I 2019): (pow. rawicki) gm. Pakosław <> gm. Jutrosin
    - (1 I 2019): (pow. rawicki) gm. Pakosław <> gm. Rawicz
    - (1 I 2021): (pow. jarociński) m. Jarocin <> gm. Jarocin
    - (1 I 2021): (pow. rawicki) m. Rawicz <> gm. Rawicz
    - (1 I 2021): (pow. wrzesiński) m. Miłosław <> gm. Miłosław
    - (1 I 2022): (pow. gostyński) m. Poniec <> gm. Poniec
    - (1 I 2022): (pow. kościański) m. Czempiń <> gm. Czempiń
    - (1 I 2023): (pow. jarociński) m. Jarocin <> gm. Jarocin
    - (1 I 2024): (pow. śremski) m. Książ Wielkopolski <> gm. Książ Wielkopolski
    - (1 I 2025): (pow. szamotulski) gm. Kaźmierz <> gm. Szamotuły
- siedziby miast i gmin
  - (30 XII 1999): (pow. ostrowski) gm. Nowe Skalmierzyce (s. Nowe Skalmierzyce) > gm. Nowe Skalmierzyce (s. Skalmierzyce)
- uwagi
  - 1 powiaty/gminy wymieniły między sobą fragmenty terenów